# Озиандер, Лукас
Лукас Озиандер Старший (нем. Lucas Osiander der Ältere) (16 декабря 1534 — 17 сентября 1604) — пастор Евангелической церкви в Вюртемберге и церковный композитор. Сын реформатора Андреаса Озиандера.

## Биография
Первоначально обучался в школе в Нюрнберге, а затем в университете Кёнигсберга (Пруссия). В 1555 возведен в сан диакона в Геппингене, в 1557 в сан пастора и суперинтендента в Блаубойрене и Штутгарте. С 1569 — придворный проповедник и член консистории в Вюртемберге. В том же году он переложил на музыку псалмы Зигмунда Хеммеля. Позже он стал прелатом в Адельберге и проповедником в Эслингене / Неккаре.
В 1580 году перевёл с немецкого языка на латинский «Формулу Согласия».
Благодаря своим познаниями как в теологии, так и в музыке, Лукас Озиандер в 1583 создал первый вюртембергский сборник церковных гимнов и сделал их обработку, чтобы при богослужении община могла совместно исполнять их под музыку. Он же наиболее вероятный автор церковного хорала Бог Отец, Господь, мы благодарим Тебя (нем. "Gott Vater, Herr, wir danken dir"), входящий в число наиболее известных лютеранских гимнов.